# Титов, Фёдор Степанович
Фёдор Степанович Титов (1913, Воронежская губерния — 1963, село Арашан, Аламединский район) — бригадир совхоза «Аламедин» Министерства совхозов СССР, Ворошиловский район Фрунзенской области, Киргизская ССР. Герой Социалистического Труда (1953).

## Биография
Родился в 1913 году в селе Гольцкое Воронежской губернии.
С 1931 года трудился разнорабочим в совхозе «Аламедин» Ворошиловского района. Член КПСС с 1939 года.
Участвовал в Великой Отечественной войне.
После демобилизации возвратился в Киргизию, где продолжил трудиться в совхозе «Аламедин». С 1952 года возглавлял скотоводческую бригаду на молочнотоварной ферме.
В 1952 году бригада Фёдора Титова, обслуживая 24 коровы, получила в среднем от каждой фуражной коровы в среднем по 5780 килограмм молока. Указом Президиума Верховного Совета СССР от 16 октября 1963 года удостоен звания Героя Социалистического Труда с вручением ордена Ленина и золотой медали «Серп и Молот».
Скончался в 1963 году в селе Арашан (ныне — Аламудунский район).